# Jan Coymans
Jan Coymans (14 januari 1688-18 mei 1734) was heer van Bruchem en Cillaarshoek. Hij was lid van de firma Coymans. In 1722 werd hij benoemd tot schepen en woonde in Amsterdam op de Keizersgracht. Hij trouwde in 1723 met Susanna Catharina Bouwens en verhuisde naar een pand aan de Amstel. Hij was eigenaar van een hofstede onder Zoeterwoude.